# Sherry Cola
Sherry Cola, née le 10 novembre 1989 à Shanghai (Chine), est une humoriste, actrice et écrivaine sino-américaine. Elle est connue pour son rôle d'Alice Kwan dans la série télévisée Good Trouble.

## Biographie
Sherry Cola a étudié à l'Université d'État de Californie à Fullerton, avec une spécialisation en communication et les études de divertissement, où elle intègre la radio universitaire.

## Filmographie

### Cinéma
- 2019 : Love Again (Endings, Beginnings) de Drake Doremus : Chris
- 2021 : Music : la gérante du café
- 2021 : Sick Girl : Laurel
- 2023 : Joy Ride
- 2023 : La Légende du tigre : Impératrice Nü Kua (voix)
- 2023 : A Family Affair
- 2025 : Good Fortune d'Aziz Ansari

### Télévision

#### Séries télévisées
- 2017 : I Love Dick : Natalie
- 2017 : Transparent : Improviseur #3
- 2017 : Life in Pieces : Cutter
- 2018 : Best. Worst. Weekend. Ever. : VRonica
- 2018–2019 : Claws : Agent spécial Lucy Chun[3]
- 2019 - 2024 : Good Trouble : Alice Kwan
- 2020 : Grey Area
- 2020 : Best Presidency Ever

#### Émissions télévisées
- 2017 : SafeWord
- 2019 : Noches con Platanito
- 2019 : Red Carpet Report
- 2019–2020 : Laugh Factory
- 2020 : The Real
- 2020 : The Funny Dance Show
- 2020 : So What Now?!
- 2021 : What to Watch